# Operación Goodwood (naval)
La Operación Goodwood fue una serie de ataques aéreos de portaaviones británicos realizados contra el acorazado alemán Tirpitz en su anclaje en Kaafjord en la Noruega ocupada a fines de agosto de 1944. Fue el último de varios ataques realizados por la Flota Nacional durante 1944 que buscaban dañar o hundir el Tirpitz y de ese modo eliminar la amenaza que suponía para la navegación aliada. Las incursiones anteriores en Kaafjord realizadas por aviones Fleet Air Arm habían involucrado solo un ataque aéreo; en la Operación Goodwood se realizaron varios ataques en una sola semana. La Royal Navy esperaba que estas incursiones desgastaran las formidables defensas alemanas.
La flota británica partió de su base el 18 de agosto y lanzó la primera incursión contra Kaafjord en la mañana del 22 de agosto. El ataque falló y una pequeña incursión esa noche causó pocos daños. Los ataques se llevaron a cabo los días 24 y 29 de agosto y también fueron fracasos. El Tirpitz había sido alcanzado por dos bombas durante la redada del 24 de agosto, pero ninguna causó daños importantes. Las pérdidas británicas durante la Operación Goodwood fueron 17 aviones por todas las causas, una fragata hundida por un submarino y un portaaviones de escolta muy dañado. Las fuerzas alemanas sufrieron la pérdida de 12 aviones y daños a 7 barcos.
A finales de agosto de 1944, la responsabilidad del ataque al Tirpitz se transfirió a la Royal Air Force. En tres incursiones de bombarderos pesados llevados a cabo durante septiembre y octubre de 1944, el acorazado fue primero paralizado y luego hundido. Los historiadores consideran la Operación Goodwood como un fracaso significativo para el Fleet Air Arm y atribuyen sus resultados a las deficiencias de los aviones de la fuerza y su armamento.

## Antecedentes
Desde principios de 1942, el Tirpitz representó una amenaza significativa para los convoyes aliados que transportaban suministros a través del Mar de Noruega hasta la Unión Soviética. Estacionado en los fiordos de la costa noruega, el acorazado fue capaz de abrumar a las fuerzas de escolta cercanas asignadas a los convoyes del Ártico o irrumpir en el Atlántico Norte. Para contrarrestar esta amenaza, los aliados necesitaban mantener una poderosa fuerza de buques de guerra con la flota doméstica británica, y los barcos capitales acompañaron a la mayoría de los convoyes en parte del camino hacia la Unión Soviética.
Se lanzaron varios ataques aéreos y navales contra el Tirpitz en 1942 y 1943. El 6 de marzo de 1942, torpederos que volaban desde el portaaviones HMS Victorious atacaron el acorazado mientras intentaba interceptar el Convoy PQ 12 pero no lograron ningún impacto. Bombarderos de la Royal Air Force y la Fuerza Aérea Soviética también intentaron atacar al Tirpitz en sus anclajes varias veces en 1942 y 1943, pero no lograron infligir ningún daño. El 23 de septiembre de 1943, dos submarinos enanos de clase X británicos penetraron las defensas alrededor del anclaje principal del acorazado en Kaafjord, en el norte de Noruega, durante la Operación Source, y colocaron cargas explosivas en el agua debajo de ella. Este ataque causó grandes daños al Tirpitz, dejándolo fuera de servicio durante seis meses.
Después de la Operación Fuente, la tarea de atacar al Tirpitz fue asignada a los portaaviones de la Flota Nacional. Tras meses de preparativos, el 3 de abril de 1944 se llevó a cabo un ataque exitoso (Operación Tungsteno) que involucró a dos fuerzas de ataque de 20 bombarderos en picado Fairey Barracuda escoltados por 40 cazas. Si bien la tripulación del Tirpitz sufrió muchas bajas durante esta operación, el acorazado no sufrió graves daños. Sin embargo, fue puesta fuera de servicio durante varios meses más mientras se completaban las reparaciones.
La Home Fleet inició cuatro incursiones más contra el Tirpitz entre abril y julio de 1944, aunque el acorazado solo fue atacado durante la última de estas operaciones. Estos ataques se vieron obstaculizados por la transferencia de muchos de los aviadores de la Flota Nacional a otras unidades después de la Operación Tungsteno, ya que la tripulación de reemplazo tenía menos experiencia. La primera incursión (Operación Planeta) comenzó el 21 de abril, pero fue cancelada tres días después cuando los agentes estacionados cerca de Kaafjord informaron de mal tiempo en el área objetivo. La Flota Nacional se hizo a la mar para atacar de nuevo al Tirpitz a mediados de mayo en lo que se denominó Operación Brawn. Una fuerza de ataque de 27 Barracudas escoltados por cazas Vought F4U Corsair y Supermarine Seafire despegó de los portaaviones HMS Furious y Victorious el 15 de mayo, pero regresó a los barcos sin atacar después de que encontraron densas nubes sobre Kaafjord. La siguiente incursión, la Operación Garra de Tigre, se inició a finales de mayo, pero se canceló debido al mal tiempo el día 28 del mes. El ataque posterior (Operación Mascot) se programó para mediados de julio, antes de la reanudación de los convoyes árticos, que habían sido suspendidos desde abril de 1944 para liberar barcos para el desembarco de Normandía. La fuerza de ataque de 44 Barracudas y 40 combatientes enviados el 17 de julio alcanzó el área objetivo, pero encontró al Tirpitz envuelto en una cortina de humo protectora y el ataque no infligió ningún daño al acorazado.

## Preparativos
En las semanas posteriores a la Operación Mascot, Tirpitz continuó preparándose para posibles operaciones de combate. Tras las pruebas en las aguas protegidas de Altafjord, se hizo a la mar el 31 de julio y el 1 de agosto para entrenar con sus destructores protectores. También se instalaron generadores de humo adicionales alrededor de Kaafjord para mejorar las ya fuertes defensas del área. Estas actividades fueron informadas por espías, y el Almirantazgo británico las interpretó en el sentido de que el Tirpitz se estaba preparando para una incursión contra la navegación aliada. Para defenderse de esta amenaza, se decidió realizar más ataques contra el acorazado en su anclaje en Kaafjord en el momento de la próxima serie de convoyes árticos. En realidad, la Armada alemana no planeaba usar el Tirpitz ofensivamente, ya que sería muy vulnerable a las superiores fuerzas navales y aéreas aliadas si se hacía a la mar. En cambio, el acorazado se mantenía en servicio activo para inmovilizar a los buques de guerra y aviones aliados.
El fracaso de la Operación Mascot convenció al comandante de la Flota Nacional, el almirante Sir Henry Moore, de que el avión de ataque principal del Fleet Air Arm, el bombardero en picado Fairey Barracuda, no era adecuado para operaciones contra Kaafjord. Como la baja velocidad de los bombarderos en picado les dio a los defensores de Kaafjord tiempo suficiente para cubrir al Tirpitz en una cortina de humo entre el momento en que se detectaron las incursiones entrantes y su llegada al área objetivo, Moore concluyó que nuevos ataques con estos aviones serían inútiles. Sin embargo, el Almirantazgo juzgó que golpear repetidamente Kaafjord con Barracudas durante un período de 48 horas podría desgastar las defensas alemanas y agotar el suministro de combustible para los generadores de humo protectores del Tirpitz. También se tuvo en cuenta la posibilidad de volar bombarderos de Havilland Mosquito rápidos y de largo alcance desde los portaaviones en un intento de lograr la sorpresa, pero ninguno de estos aviones terrestres pudo evitar el apoyo al bombardeo aliado de Alemania. A pesar de sus recelos, Moore accedió a hacer otro intento de atacar al Tirpitz.
Según lo propuesto por el Almirantazgo, los planes de Moore para el nuevo ataque a Kaafjord implicaban que los aviones de la Flota Nacional atacaran la región durante varios días. Si bien los aviones de combate involucrados en las incursiones anteriores habían usado solo sus ametralladoras para ametrallar las defensas alemanas con el fin de reducir la amenaza que representaban para los Barracudas, se decidió usar algunos de estos aviones como bombarderos en picado durante la Operación Goodwood. En preparación, los dos escuadrones de Corsairs y un solo escuadrón de Grumman F6F Hellcats seleccionados para participar en el ataque recibieron entrenamiento en tácticas de bombardeo en picado durante el período entre Operations Mascot y Goodwood. Otro elemento nuevo de los planes fue la decisión de utilizar aviones Fleet Air Arm para lanzar minas cerca de Tirpitz y la entrada a Kaafjord. Las minas arrojadas cerca del acorazado iban a estar equipadas con espoletas de retardo de tiempo, y se esperaba que las explosiones de estos dispositivos hicieran que el capitán del Tirpitz intentara mover el buque de guerra a aguas más seguras y atravesar el campo de minas a la entrada del fiordo. Durante el período anterior a la Operación Goodwood, los escuadrones voladores de la Flota Nacional llevaron a cabo ejercicios de entrenamiento utilizando un campo de tiro en Loch Eriboll en el norte de Escocia; el terreno en esta área es comparable al que rodea Kaafjord, y el lago también se había utilizado para este propósito como parte de los preparativos para la Operación Tungsteno.

## Fuerzas opositoras
La flota de ataque de la Operación Goodwood se dividió en tres grupos. El almirante Moore se embarcó a bordo del acorazado HMS Duke of York, que navegó con los portaaviones de la flota HMS Indefatigable (el buque insignia del contralmirante Rhoderick McGrigor, comandante del 1.er Escuadrón de Cruceros), Formidable y Furious, así como dos cruceros y catorce destructores. La segunda fuerza estaba compuesta por los portaaviones de escolta HMS Nabob y Trumpeter, el crucero HMS Kent y un grupo de fragatas. Un par de engrasadores de flota escoltados por cuatro corbetas navegaron por separado para apoyar a los dos grupos de ataque.
Los portaaviones embarcaron el grupo más grande de aviones Fleet Air Arm reunidos hasta ese momento de la guerra. Su principal elemento llamativo fueron las 35 Barracudas asignadas a los Escuadrones Aéreos Navales 820, 826, 827 y 828 que operaban desde los tres portaaviones. Las dos unidades del 6 Escuadrón Naval Fighter Wing, 1841 y 1842, volaron 30 Corsairs desde Formidable. Un total de 48 Seafires fueron asignados a los escuadrones 801, 880, 887 y 894 a bordo del Indefatigable y Furious. Además, los escuadrones 1770 y 1840 operaban 12 cazas Fairey Firefly y 12 Hellcat respectivamente de Indefatigable. Los dos portaaviones de escolta embarcaron un total de 20 Grumman TBF Avengers (que tenían la responsabilidad del elemento de caída de minas de la Operación Goodwood) y 8 cazas Grumman F4F Wildcat; estos aviones se dividieron entre el 846 Squadron a bordo del Trumpeter y el 852 Squadron en Nabob.
El anclaje del Tirpitz en Kaafjord estaba fuertemente defendida. Antes de la Operación Tungsteno, alrededor del fiordo se ubicaron once baterías de cañones antiaéreos, varios buques de guerra antiaéreos y un sistema de generadores de humo capaces de ocultar al Tirpitz de los aviones. Después del ataque, se establecieron estaciones de radar adicionales y puestos de observación y se aumentó el número de generadores de humo. Las defensas aéreas del Tirpitz se reforzaron equipándola con cañones adicionales de 20 milímetros (0,79 pulgadas), modificando los cañones de 150 milímetros (5,9 pulgadas) para que pudieran usarse para atacar aviones y suministrando proyectiles antiaéreos para sus 380 milímetros (15 pulgadas) cañones principales. La Fuerza Aérea Alemana (Luftwaffe) tenía pocos cazas estacionados en aeródromos cerca de Kaafjord, y sus operaciones se vieron limitadas por la falta de combustible.

## Ataques

### 22 de agosto
La fuerza de ataque de la Operación Goodwood zarpó el 18 de agosto. El momento de la operación se estableció para permitir que la Flota Nacional también protegiera al Convoy JW 59, que había partido de Escocia el 15 de agosto con destino a la Unión Soviética. Después de un viaje sin incidentes hacia el norte, las fuerzas de ataque llegaron a Noruega el 20 de agosto. Si bien se había planeado que el primer ataque contra Kaafjord tuviera lugar el 21 de agosto, las condiciones meteorológicas de ese día eran inadecuadas para las operaciones de vuelo, y Moore decidió posponerlo 24 horas. Los alemanes fueron alertados por primera vez de la presencia de la flota británica el 21 de agosto cuando se detectaron mensajes de radio de los transportistas.
El primer ataque contra Kaafjord se lanzó el 22 de agosto. Si bien las condiciones de vuelo eran malas debido a las nubes bajas, Moore decidió atacar ese día, ya que algunos de sus barcos comenzaban a quedarse sin combustible y pronto tendrían que alejarse de Noruega para repostar. A las 11:00 a. m. se lanzó una fuerza compuesta por 32 Barracudas, 24 Corsairs, 11 Fireflies, 9 Hellcats y 8 Seafires desde los tres portaaviones. No se enviaron Vengadores debido a que las condiciones nubladas no eran adecuadas para la ejecución de su tarea. Debido a que había pocas minas disponibles y los Vengadores no podían aterrizar de manera segura mientras aún portaban estas armas, el elemento del plan de lanzamiento de minas fallaría si la aeronave no pudiera ubicar al Tirpitz y tuvieran que arrojar sus cargas al mar.
A medida que la fuerza de ataque se acercaba a la costa, se avistaron densas nubes cubriendo las colinas cerca de Kaafjord. Debido a que las nubes impidieron un bombardeo preciso, los Barracudas y Corsairs regresaron a los portaaviones sin atacar. Los cazas Hellcat y Firefly continuaron y se acercaron al fiordo debajo de la base de las nubes. Estos aviones lograron sorpresa y el Tirpitz no quedó oscurecido por el humo cuando llegaron a Kaafjord. Las luciérnagas iniciaron el ataque a las 12:49 p. m. atacando cañones antiaéreos alemanes en el Tirpitz y sus alrededores. Dos minutos después, nueve Hellcats atacaron el acorazado con bombas de 500 libras (230 kg) pero no lograron ningún impacto. Cuando la fuerza de ataque regresó a los portaaviones, destruyó dos de los hidroaviones del Tirpitz en el puerto de Bukta y dañó gravemente el submarino U-965 en Hammerfest. En Ingøy, al norte de Hammerfest, tres Hellcats ametrallaron una estación de radio alemana. El ataque incendió los edificios de la estación y dañó las antenas. Los ocho Seafires realizaron ataques de distracción en el área de Banak y una base de hidroaviones cercana, destruyendo cinco hidroaviones alemanes. Tres aviones británicos se perdieron durante el ataque de la mañana del 22 de agosto; un Hellcat y un Seafire fueron derribados, y uno de los Barracudas se vio obligado a hundirse en el mar durante su vuelo de regreso.
Después de que se recuperó la fuerza de ataque, gran parte de la Flota Nacional zarpó de la costa noruega para repostar. Un grupo formado por Formidable, Furious, dos cruceros y varios destructores puso rumbo a los dos engrasadores de la flota, y el grupo de portaaviones de escolta se retiró para que los portaaviones pudieran repostar sus escoltas. A las 5:25 p. m., Nabob fue alcanzado por un torpedo disparado desde el U-354. El portaaviones sufrió daños graves y 21 muertes, pero pudo continuar con operaciones de vuelo limitadas. Poco después, el U-354 torpedeó la fragata HMS Bickerton mientras esta última buscaba al atacante de Nabob. Nabob se vio obligado a regresar a la base de la Home Fleet en Scapa Flow esa noche, escoltado por Trumpeter, un crucero y varios destructores. Formidable y Furious cubrieron su retirada; durante este período, Furious también repostó de los camiones cisterna de la Home Fleet. La salida de ambos portaaviones de escolta significó que el componente de lanzamiento de minas de la Operación Goodwood tuvo que cancelarse. La popa de Bickerton fue destruida por el torpedo y podría haber sido salvada. Sin embargo, el comandante de la fuerza no quería tener que proteger dos barcos averiados, y la fragata fue hundida alrededor de las 8:30 p. m. del 22 de agosto. Poco después de los ataques a Nabob y Bickerton, Seafires del 894 Naval Air Squadron derribó dos aviones de reconocimiento alemanes Blohm & Voss BV 138.
Durante la noche del 22 de agosto, una fuerza de ocho luciérnagas y seis Hellcats de Indefatigable armados con bombas asaltaron Kaafjord nuevamente. Este fue el primero de lo que se pretendía que fuera una serie de pequeños ataques de acoso llevados a cabo para desgastar las defensas alemanas. Las fuerzas alemanas no detectaron el avión antes de que llegaran sobre Kaafjord a las 7:10 p. m., y los ataques de ametralladora de las luciérnagas contra posiciones de armas alemanas mataron a un miembro de la tripulación del Tirpitz e hirieron a diez. Sin embargo, las bombas de los Hellcats no infligieron ningún daño al acorazado. Los cazas británicos también atacaron barcos alemanes y estaciones de radar en su vuelo de regreso, dañando dos petroleros, un barco de suministros y un bote patrullero. Ningún avión británico se perdió durante esta incursión.

### 24 de agosto
La niebla provocó la cancelación de las operaciones de vuelo de Indefatigable el 23 de agosto, incluido un ataque de distracción planeado contra la navegación alemana en Langfjord. Los otros dos portaaviones y sus escoltas se reunieron con Moore e Indefatigable frente a Noruega durante la mañana del 24 de agosto. Si bien las condiciones de ese día fueron inicialmente neblinosas, el clima se despejó lo suficiente por la tarde como para permitir un ataque contra Kaafjord. La fuerza de ataque estaba compuesta por 33 Barracudas que transportaban bombas de piezas de blindaje de 1.600 libras (730 kg), 24 Corsairs (incluidos 5 armados con una bomba de 1.000 libras [450 kg]), 10 Hellcats, 10 Luciérnagas y 8 Seafires. En un intento por lograr la sorpresa, la aeronave despegó de los portaaviones desde un punto más al sur de los utilizados en incursiones anteriores. El avión de ataque luego voló paralelo a la costa, antes de tocar tierra y acercarse a Kaafjord desde el sur. Una estación de radar alemana detectó la fuerza a las 3:41 p. m. e inmediatamente alertó al Tirpitz.
El ataque británico comenzó a las 4:00 p. m.. Se inició con ataques a posiciones de armas alemanas por los Hellcats y Fireflies, que volaban cinco minutos por delante de los Barracudas y Corsairs. La cortina de humo protectora de Tirpitz no estaba completamente colocada al comienzo del ataque, pero cuando llegaron los Barracudas y los Corsarios, ella estaba completamente cubierta de humo. Como resultado, estos aviones tuvieron que bombardear a ciegas el barco, liberando sus armas desde altitudes entre 5,000 y 4,000 pies (1,500 y 1,200 m). Solo dos bombas alcanzaron el Tirpitz. El primero fue un arma de 500 libras (230 kg) lanzada por un Hellcat que explotó en el techo de su torreta principal "Bruno". La explosión destruyó la montura cuádruple del cañón antiaéreo de 20 milímetros (0,79 pulgadas) ubicada en la parte superior de la torreta, pero no causó ningún daño significativo a la torreta. La segunda bomba que golpeó el barco fue un arma perforadora de blindaje de 1,600 libras (730 kg) que penetró cinco cubiertas, mató a un marinero en una sala de radio y se alojó cerca de una sala de interruptores eléctricos. Esta bomba no explotó, y los expertos alemanes en desactivación de bombas determinaron más tarde que solo se había llenado parcialmente con explosivos. El informe alemán sobre el ataque juzgó que si la bomba hubiera estallado habría causado un daño "inconmensurable". Los cazas británicos también atacaron otros barcos e instalaciones alemanes en el área de Kaafjord, dañando dos lanchas patrulleras, un dragaminas y una estación de radar, además de destruir un depósito de municiones y tres cañones de una batería antiaérea. El último hidroavión Arado Ar 196 que quedaba del Tirpitz fue atacado en el puerto de Bukta y dañado sin posibilidad de reparación. Cuatro corsarios y dos Hellcats fueron derribados durante la incursión, y la tripulación del acorazado sufrió 8 muertes y 18 hombres heridos. Las bajas entre las unidades antiaéreas estacionadas alrededor de Kaafjord fueron numerosas.
A las 7:30 p. m. del 24 de agosto, un par de luciérnagas realizaron una incursión de reconocimiento fotográfico sobre Kaafjord para recopilar información de inteligencia sobre los resultados del ataque; su presencia hizo que los alemanes generaran una cortina de humo sobre el fiordo y dispararan una intensa andanada antiaérea. En una acción separada ese día, el U-354 fue hundido frente a la Isla del Oso por Fairey Swordfish que operaba desde el portaaviones de escolta HMS Vindex que escoltaba al Convoy JW 59.
El mando alemán en Kaafjord consideró que los ataques del 24 de agosto habían sido "sin duda los más pesados y decididos hasta ahora", y solicitó que se transfirieran unidades de combate del norte de Finlandia para reforzar las defensas de la zona. Debido a las otras demandas sobre la fuerza de combate de Alemania en este momento, la solicitud fue rechazada el 26 de agosto por la sede de la Luftwaffe.
Los vientos y la niebla impidieron a los británicos realizar nuevos ataques entre el 25 y el 28 de agosto. El 25 de agosto, el Indefatigable, Formidable, dos cruceros y siete destructores reabastecieron de combustible en los engrasadores. Ambos cruceros se separaron más tarde de la fuerza y regresaron a Scapa Flow. El Duke of York, Furious, un crucero y cinco destructores también navegaron a las Islas Feroe para cargar suministros. Antes de dejar la flota, Furious transfirió dos Barracudas y un par de Hellcats a Indefatigable. Como se consideró que la anciana Furious ya no era capaz de realizar operaciones de combate, procedió de las Islas Feroe a Scapa Flow con el crucero y varios destructores. El 29 de agosto, Duke of York y los destructores restantes se reunieron con el cuerpo principal de la Home Fleet frente al norte de Noruega. Durante este período, el personal de mantenimiento de los escuadrones voladores trabajó para reparar aviones que habían sido dañados durante los ataques del 24 de agosto.
El convoy JW 59 completó su viaje el 25 de agosto, y la mayoría de sus barcos atracaron en Kola, en el norte de Rusia. El convoy había sido atacado repetidamente por submarinos del 20 al 24 de agosto, y los buques de guerra y aviones que lo escoltaban hundieron dos submarinos. Todos los buques mercantes llegaron a salvo, y la única pérdida aliada fue el balandro HMS Kite, que fue torpedeado y hundido por el U-344 el 21 de agosto.

### 29 de agosto
El ataque final de la Operación Goodwood se realizó el 29 de agosto. La fuerza de ataque estaba compuesta por 26 Barracudas, 17 Corsairs (de los cuales dos estaban armados con bombas de 450 kg [1,000 libras]), 10 Luciérnagas y siete Hellcats. Seven Seafires también realizó una incursión de distracción en Hammerfest. En un intento de dar a los bombarderos puntos de puntería precisos una vez que se generó la cortina de humo artificial alrededor del Tirpitz, cuatro de los Hellcats estaban armados con bombas indicadoras de objetivos. El avión comenzó a despegar a las 3:30 p. m..
El avión británico no logró sorprender. Las estaciones de radar alemanas habían estado rastreando las patrullas antisubmarinas y de combate de rutina de la Home Fleet, y los Seafires se detectaron a las 4:40 p. m. cuando estaban a 54 millas (87 km) de Kaafjord. En respuesta a este informe, se activaron los generadores de humo alrededor de Kaafjord y los defensores del fiordo se dirigieron a sus posiciones de batalla. La llegada del cuerpo principal de aviones británicos sobre Kaafjord se retrasó por vientos más fuertes de lo esperado y un error de navegación, y no alcanzaron el área objetivo hasta las 5:25 p. m.. Para entonces, el Tirpitz estaba cubierto por una cortina de humo muy gruesa y ninguno de los aviadores británicos avistó el barco. Los Barracudas y Corsairs se vieron obligados a bombardear a ciegas Kaafjord, y aunque no se lograron impactos en el acorazado, seis miembros de su tripulación resultaron heridos por fragmentos de bomba de casi accidentes. Los barcos alemanes y las posiciones de los cañones fueron ametrallados una vez más por los cazas, pero no se infligieron daños significativos. Los intensos disparos antiaéreos del Tirpitz, dirigidos por un grupo de observadores estacionados en una montaña cerca de Kaafjord, derribaron un Corsair y un Firefly.
Tras la incursión del 29 de agosto, la Home Fleet navegó hacia el oeste para cubrir el Convoy RA 59A que había zarpado desde el norte de Rusia el 28 de agosto con destino al Reino Unido. Debido a la escasez de combustible, Indefatigable y tres destructores se separaron más tarde ese día para regresar a Scapa Flow y Formidable con dos destructores seguidos 24 horas después. El Duque of York y seis destructores permanecieron en la estación en el Mar Ártico hasta las 11:00 a. m. del 1 de septiembre, cuando se consideró que el convoy estaba a salvo de un ataque.
En general, las bajas de Fleet Air Arm durante la Operación Goodwood fueron 40 aviadores muertos y 17 aviones destruidos. También se consideró que Nabob estaba más allá de la reparación económica y fue retirado del servicio. En el lado alemán, el Tirpitz sólo sufrió daños superficiales.

## Secuelas
Tras la incursión del 29 de agosto, los británicos se enteraron de la inteligencia de señales Ultra que el Tirpitz no había sufrido ningún daño significativo durante la Operación Goodwood. En declaraciones públicas, la Royal Navy afirmó haber dañado o hundido 19 buques de guerra alemanes durante los ataques a Kaafjord, pero no informó de daños al Tirpitz.
Durante los últimos días de la Operación Goodwood, los planificadores de la Royal Navy decidieron no ordenar más operaciones de Fleet Air Arm contra Kaafjord. Los planificadores aceptaron que los alemanes ahora podían cubrir al Tirpitz con humo antes de que los Barracudas pudieran llegar al acorazado, y estos aviones no podían transportar bombas lo suficientemente grandes como para infligir grandes daños. Se consideró más a fondo atacar Kaafjord utilizando mosquitos lanzados desde portaaviones, pero los bombarderos ligeros seguían siendo escasos y se consideró que no eran adecuados para la tarea. Además, existía una creciente necesidad de trasladar los portaaviones al Pacífico para fortalecer la contribución de Gran Bretaña a la guerra contra Japón.
Como el Tirpitz todavía se consideraba una amenaza para la navegación, el Comité de jefes de Estado Mayor británico y el Comandante Supremo Aliado de la Fuerza Expedicionaria Aliada, general Dwight D. Eisenhower, decidió a fines de agosto llevar a cabo más ataques contra ella utilizando bombarderos pesados de la Royal Air Force. El 15 de septiembre, una fuerza de Avro Lancaster atacó Kaafjord después de repostar en bases en el norte de Rusia e infligió daños irreparables al acorazado. Después de esta incursión, navegó hasta un fondeadero cerca de Tromsø para ser utilizado como una batería de defensa costera inmóvil. Otro fuerte ataque con bombarderos el 29 de octubre causó solo daños menores. En una tercera incursión organizada el 12 de noviembre, el Tirpitz fue alcanzado por varias bombas Tallboy y volcó, hundiéndose con gran pérdida de vidas.
Los historiadores han considerado que la Operación Goodwood fue un fracaso. Escribiendo en 1961, el historiador oficial británico Stephen Roskill afirmó que los ataques marcaron el final de una "serie de operaciones cuyos resultados sólo pueden ser calificados como intensamente decepcionantes", y concluyó que la posibilidad de hundir el Tirpitz había sido "remota" debido a la deficiencias de las Barracudas y su armamento. De manera similar, Norman Polmar argumentó en 1969 que la Operación Goodwood fue "quizás la falla más notable de la FAA (Fleet Air Arm) durante la Segunda Guerra Mundial y puede atribuirse directamente a la falta de aviones efectivos: los Barracudas eran demasiado lentos y no podían transportar bombas lo suficientemente grandes como para realizar ataques efectivos ". Más recientemente, Mark Llewellyn Evans juzgó que los resultados de la Operación Goodwood habían sido "patéticos", y Mark Bishop concluyó que "la mayor operación de la guerra del Fleet Air Arm ... terminó en un fracaso".